# (7309) Shinkawakami
(7309) Shinkawakami est un astéroïde de la ceinture principale.

## Description
(7309) Shinkawakami est un astéroïde de la ceinture principale. Il fut découvert le 28 mars 1995 à Oizumi par Takao Kobayashi. Il présente une orbite caractérisée par un demi-grand axe de 2,19 UA, une excentricité de 0,12 et une inclinaison de 4,9° par rapport à l'écliptique.

## Compléments